# 神戸光歩
神戸 光歩（かんべ みつほ、1996年9月13日 - ）は、日本の女性声優。兵庫県出身。大沢事務所所属。声優ユニット「NOW ON AIR」のメンバーで、メンバーカラーは赤。

## 来歴
幼稚園に入園前から叔父、父の影響で『機動戦士ガンダム』、『宇宙戦艦ヤマト』を見ていたため、アニメ好きで、アニメに携われる職業に就きたいと考えていたところ、学校で友人や先生から「声が変わってるね」「よく響く声だね」と言われたことで声優という職業を意識するようになった。
歌うことも人前に出ることも好きであり、高校時代の文化祭ではステージで歌ったこともあった。ただし、周囲は受験勉強に入ってる中で、誰にも言い出すことができずに目指していたという。
結局大学に進学したが、声優になることを断念できず、最短で夢を叶える方法を探していた時に見つけた2016年に、東北新社とCSファミリー劇場による「キミコエ・オーディション」の第1弾オーディションにおいて、約3000人の応募者から6人の合格者のうちの1人となる。合格者6人によって結成された声優ユニット「NOW ON AIR」のメンバーとして活動を始める。メンバー全員が主要キャラクターとして出演し、本格的な声優デビュー作となった2017年8月25日公開の劇場アニメ『きみの声をとどけたい』では中原あやめ役を担当した。NOW ON AIRのメンバーはデビューにあたって6人全員がオフィスPACに準所属したが、岩淵の芸能界引退、鈴木の死去、飯野・片平・田中の相次ぐ退所により、2023年6月以降は唯一のオフィスPAC所属者となっていた。
2020年7月22日よりメディアミックス企画『Cheer球部!』で長宮小町役を務め、メインキャスト10名による声優ユニット「Qace」のメンバーとしても活動していた。
2024年3月31日をもってオフィスPACを退所、翌4月1日、大沢事務所への移籍を自身のSNSで発表。

## 人物
趣味は競技カルタ、カラオケ。特技は47都道府県を15秒以内に全て言うこと、空中逆上がり。
NOW ON AIRのメンバー内ではムードメーカーである。
高校時代の友人と「（将来お互いプロになり）その子が描いたアニメに私が声をあてる」という約束をしていたが、実際にその友人はアニメーターになり、2024年5月23日に初回放送された『ダンジョン飯』第21話で約束が実現した。

## 出演
太字はメインキャラクター。

### テレビアニメ
2018年
- 牙狼〈GARO〉-VANISHING LINE-
- レイトン ミステリー探偵社 〜カトリーのナゾトキファイル〜（看護師）

2019年
- ノー・ガンズ・ライフ（2019年 - 2020年、コルトの妹、子供、アナウンス） - 2シリーズ

2020年
- 映像研には手を出すな!（一般客）
- 啄木鳥探偵處（おえん）
- キングスレイド 意志を継ぐものたち（少年1）

2021年
- WIXOSS DIVA(A)LIVE（チームメイトA）
- NOMAD メガロボクス2（オイチョ）
- かげきしょうじょ!!（受験生B、予科生A、専科生、持田景都、浜田麻美 他）
- 月とライカと吸血姫（少年レフ）
- ルパン三世 PART6（2021年 - 2022年、クロスビーの息子、宣伝音声〈女〉）
- 見える子ちゃん（福島）
- かぎなど（学園祭参加者など）

2022年
- 明日ちゃんのセーラー服（蛇森生静）
- トライブナイン（花魁）
- 賢者の弟子を名乗る賢者（メリッサ）
- 舞妓さんちのまかないさん（舞妓）
- ユーレイデコ（アラート、子供の声）
- よふかしのうた（店員）
- VAZZROCK THE ANIMATION（同期A）

2023年
- 永久少年 Eternal Boys（少年）
- 天国大魔境（不滅教団、3期生）
- ニンジャラ（受付の女性）

2024年
- 即死チートが最強すぎて、異世界のやつらがまるで相手にならないんですが。（賢者アオイ）
- 烏は主を選ばない（北領の子ども）
- となりの妖怪さん（杉本咲喜）
- 夜のクラゲは泳げない（生徒、立北生）
- ダンジョン飯（アセビ / イヅツミ）
- 怪獣8号（隊員）
- ばいばい、アース（町人）
- トリリオンゲーム（ガクの同級生）
- カミエラビ

2025年
- 妖怪学校の先生はじめました!（火車）
- Unnamed Memory Act.2（テレサ）
- ババンババンバンバンパイア（オコチャ）
- 戦隊レッド 異世界で冒険者になる（カフェの女）
- 謎解きはディナーのあとで（鑑識、書き込み、浜崎奈菜）
- 雨と君と（北條）

### 劇場アニメ
- メアリと魔女の花（2017年）
- きみの声をとどけたい（2017年、中原あやめ[5]）
- 金の国 水の国（2023年）
- 永久少年 Eternal Boys NEXT STAGE（2023年、スタッフC）
- 窓ぎわのトットちゃん（2023年、女給）
- 好きでも嫌いなあまのじゃく（2024年、八ツ瀬楓[34]）
- きみの色（2024年、女子生徒達）

### Webアニメ
- Yasuke -ヤスケ-（2021年）[35]
- スプリガン（2022年、山菱理恵[36]）
- LUPIN ZERO（2023年、生徒B）

### ゲーム
2010年代
- グランブルーファンタジー（2018年 - 2023年、シャール 他）
- ドラゴンクエストXI 過ぎ去りし時を求めて S（2019年）
- 永遠の七日（2019年）

2020年
- イドラ ファンタシースターサーガ（ヴァネッサ）
- 装甲娘 ミゼレムクライシス（ナズー〈シミズサヤカ〉）
- ナイツクロニクル（ノア、シェリー、テイ）
- サクラ革命 〜華咲く乙女たち〜（大隈まみや）

2021年
- プリンセスコネクト!Re:Dive
- DCスーパーヒーローガールズ ティーンパワー
- モンスターハンターストーリーズ2 〜破滅の翼〜（主人公ライダー）
- 新すばらしきこのせかい

2022年
- ストレンジャー オブ パラダイス ファイナルファンタジー オリジン
- League of Legends（ニーラ）
- ワールドフリッパー（ファラ）

2023年
- ドラゴンクエストX 天星の英雄たち オンライン（大僧正トゥバン、ミハーリエル）

2024年
- ファイナルファンタジーVII リバース

### ドラマCD
- かげきしょうじょ!! Blu-ray 第3巻スピンオフドラマ「絶対ヒロイン」（2021年、美香）

### 吹き替え

#### 映画
2017年
- スター・ウォーズ/最後のジェダイ

2018年
- エブリデイ

2019年
- トールガール（リズ〈パリ・ベレルク〉）
- クローゼットに閉じこめられた僕の奇想天外な旅
- マリッジ・ストーリー（マリー・アン〈ブルック・ブルーム〉）

2020年
- Girl/ガール（ミロ〈オリバー・ボダール〉）
- チャイルド・イン・タイム（ケイト〈ベアトリス・ホワイト〉 他）
- 18歳の“やっちまえ”リスト（ケイラ〈マディソン・アイズマン〉）
- ベビーシッターのモンスターハンティング・ガイド（バーナ〈トロイ・リー＝アン・ジョンソン〉）
- マイティ・オーク

2021年
- レフト -恐怖物件-（エラ〈エイヴリー・エセックス〉）
- 愛しい人から最後の手紙
- ザ・スーサイド・スクワッド “極”悪党、集結（タイラ〈ストーム・リード〉）
- バーズ・オブ・パラダイス（ケイト〈ダイアナ・シルヴァーズ〉）
- 呪われた老人の館

2022年
- ザ・クラフト: レガシー（タビー〈ラヴィー・シモーン〉）

2023年
- 刑事ジョン・ルーサー: フォールン・サン（アーニャ・レイン〈ローリン・アジュフォ〉）
- シャザム!〜神々の怒り〜（博物館女見学者1）
- トランスフォーマー/ビースト覚醒
- レンフィールド（キャロル〈ジェナ・カネル〉）
- エクソシスト 信じる者（デシャーナ）

2024年
- アグリーズ（ルーム〈アシュリー・ランバート〉）
- ファイブ・ナイツ・アット・フレディーズ（金髪の少年〈グラント・フィーリー〉）
- インスティゲイターズ 〜強盗ふたりとセラピスト〜
- フォールガイ

2025年
- アンストッパブル（ジョシュア・ロブレス）
- ボブ・マーリー:ONE LOVE
- オメデタ⁈ そんなトコ
- インタビュー・ウィズ・ヴァンパイア（イヴェット〈タンディ・ニュートン〉）※スターチャンネル版
- ブリック（レア〈シラ・アンナ・ファール〉）

#### ドラマ
2018年
- クリミナル・マインド13 FBI行動分析課

2019年
- ニックのいたずら（ベッキー〈カイラ＝ドリュー〉）
- ファミリー・ストーリー 〜これみんな家族なの?〜（アミー〈ジョーディン・ラヤ・ジェームズ〉）
  - ファミリー・ストーリー 〜マッケラン家のクリスマス〜（アミー〈ジョーディン・ラヤ・ジェームズ〉）
  - シットコム大運動会「ファミリー・ストーリー:犬猿の仲?」（2020年、アミー〈ジョーディン・ラヤ・ジェームズ〉）

- フィアー・ザ・ウォーキング・デッド シーズン5（アニー〈ベイリー・ガヴリック〉）
- クリミナル・マインド14 FBI行動分析課（アリー）
- フォー・オール・マンカインド シーズン1 - （アレイダ〈コーラル・ペーニャ〉）
- THIS IS US/ディス・イズ・アス シーズン3 - （2019年 - 、ベス〈思春期〉）

2020年
- AJ&クイーン（キャシー＝リー、ブリック）
- ダーク・マテリアルズ/黄金の羅針盤（パンタライモン）
- ハイスクール・ミュージカル:ザ・ミュージカル （ナタリー・バグリー〈アレクシス・ネリス〉）
- 未来の大統領の日記（エレーナ・カニェロ・リード〈テス・ロメロ〉）
- LA's FINEST/ロサンゼルス捜査官（カイル）
- ゲット・イーブン 〜タダで済むと思った?〜
- めちゃくちゃ恋するハンターズ（クリア・キンケード）
- ウエストワールド シーズン3
- ラヴクラフトカントリー 恐怖の旅路（ダイアナ・フリーマン〈ジェイダ・ハリス〉）

2021年
- リバーデイル シーズン5 - （2021年 - 、タバサ・テイト〈エリン・ウェストブルック〉 他）
- ファルコン&ウィンター・ソルジャー（カーリ・モーゲンソウ〈エリン・ケリーマン〉）
- ホント無理だから
- ザ・キャプチャー 歪められた真実（ジェイシー 他）
- セックス/ライフ
- シドニーとがんばりマックス（少女アリーシャ）
- アンソウル（ハリーナ 他）
- アメリカン・ホラー・ストーリーズ

2022年
- PENNYWORTH/ペニーワース（エズメ・ウィニクス〈エマ・コリン〉）
- ボバ・フェット/The Book of Boba Fett
- スーパーマン&ロイス（クリッシー・ベッポ〈ソフィア・ハスミク〉）
- LAW & ORDER:性犯罪特捜班 シーズン13
- トランスプラント 戦場から来た救命医
- ピースメイカー
- オビ＝ワン・ケノービ
- 私たちの青い夏（ダーラ）
- ブラック・バード
- こちらベスト探偵団（NHK版、エイバ〈アビー・バーグマン〉）
- キャシアン・アンドー（リーダ〈ブロンテ・カーマイケル〉）

2023年
- ジャンゴ ザ・シリーズ（サラ〈リサ・ヴィカリ〉）
- バカニアーズ（メイブル・エルムズワース〈ジョシー・トター〉）

2024年
- 法執行人: バス・リーブス（サリー・リーブス〈デミ・シングルトン〉）
- モスクワの伯爵（ニーナ・クリコヴァ〈リア・バルムフォース〉）
- 窓際のスパイ シーズン4（ギティ・ラーマン〈キラン・ソニア・サワール〉）
- ラストデイズ・オブ・スペースエイジ（ミア・ビセット）
- シタデル ディアナ（サラ・カヴァリエリ〈ジョルダーナ・ファッジアーノ〉）
- クリミナル・マインド FBI行動分析課 シーズン17（ジェイド・ウォーターズ）

2025年
- オンゴール #1,2
- ランドマン（アリアナ・メディナ〈パウリナ・チャベス〉）
- グースバンプス: バニシング #7（若きラモーナ）
- プライム・ターゲット 狙われた数列 #6（シモーヌ）
- ランサム・キャニオン（ローレン〈リジー・グリーン〉）
- 賭ケグルイ Bet（ブレイク・サミュエルズ）
- カウントダウン #3

#### アニメ
- おしゃれにナンシー・クランシー（2019年、ジョジョ[115]）
- トッツ とべ! あかちゃん おとどけたい（2019年[116]）
- ウィロビー家の子どもたち（2020年[117]）
- 秘密のまほう管理局（2021年[118]）
- スター・ウォーズ: バッド・バッチ（2021年、ES-02[119]）
- ショート・サーキット（英語版） シーズン2（2021年、少女、キム・ヘーゼル 他[120]）
- ホワット・イフ...?（2021年、シュリ）
- スター・ウォーズ:ビジョンズ「タトゥイーン・ラプソディ」（2021年、こども[121]）
- プレッツェルとこいぬたち（2022年、ディル、パパーポスト[122]）
- ベイビーシャークのわくわくショー（2022年、ベイビー・シャーク[123]）
- オクトノーツと地上のミッション シーズン2（2022年[124]）
- ジェイコブと海の怪物（2022年[125]）
- Cry Babies Magic Tears（2022年[126]）
- DC がんばれ!スーパーペット（2022年、シェルター子猫[127]）
- スター・ウォーズ:テイルズ・オブ・ジェダイ（2022年）
- ストロベリー・ショートケーキとベリー 沼の怪物（2023年、ライム・シフォン[128]）
- スター・ウォーズ:ヤング・ジェダイ・アドベンチャー #16（2023年、ジョヴィ[129]）
- 天官賜福 貮（2024年、売り子）
- 百妖譜（2024年、女）
- ジェントリー・チャウvs魔界のモンスター（2024年、トッキ、幼いビリー）
- あの年のクリスマス（2024年、バーナデット）
- 野生の島のロズ（2025年[130]）
- この恋で鼻血を止めて（2025年、ナミエ[131]）
- 星つなぎのエリオ（2025年[132]）

#### ボイスオーバー
- ダンシング ドラァグ・クイーン（英語版） 第1シーズン（2018年）
- アフター・マリア: 見捨てられた家族（英語版）（2019年、ニルダ[133]）
- がんばれ!はたらくワンちゃん（2020年[134][135]）
- マーベル・スタジオ アッセンブル「ファルコン&ウィンターソルジャーの裏側」（2021年、カーリ・モーゲンソウ〈エリン・ケリーマン〉[136]）
- マジックベイクオフ（2022年[137]）

### ナレーション
- ありがとう 八王子将棋クラブ（2019年3月27日、囲碁・将棋チャンネル）[138]
- 第8回 J:COM杯～3月のライオン子ども将棋大会～（2019年10月19日、囲碁・将棋チャンネル　※大会のリポートも担当）[139]
- Our Cinema Paradise（2019年12月1日、スターチャンネル）[140]
- ドキュメント 棋士編入試験〜折田翔吾〜（2020年6月20日、囲碁・将棋チャンネル）[141]
- 第10回 J:COM杯～3月のライオン子ども将棋大会～（2022年1月15日、囲碁・将棋チャンネル　※大会のリポートも担当）[142]

### ラジオ
※はインターネット配信。
- 遠藤淳のYou've Got Radio!（2017年3月23日、FM OSAKA）
- スパメン！（2017年3月23日、ラジオ大阪）
- NOW ON AIR 神戸光歩のミュージック+スペシャル（2017年7月14日、超!A&G+※[143][144]）
- Music Bit（2017年8月16日、FM OH!）
- ワタナベフラワームサのアニソン部屋（2017年8月26日、ラジオ関西）

### ウェブ番組
- マダミスマンション（2021年3月20日、イープラス（Streaming+））[145]

### その他コンテンツ
- 「今どきの若いモンは」Cycomics PV（2018年、麦ちゃん）
- メディアミックスプロジェクト『Cheer球部!』（2020年 - 2022年、長宮小町[146]）

## ディスコグラフィ

### キャラクターソング
| 発売日         | 商品名                                                                                          | 歌                   | 楽曲                          | 備考                                                     |
| -------------- | ----------------------------------------------------------------------------------------------- | -------------------- | ----------------------------- | -------------------------------------------------------- |
| 2020年11月25日 | HIT&CHEER!                                                                                      | Cheer球部！          | 「HIT&CHEER!」                | 『Cheer球部！』関連曲                                    |
| 2021年3月31日  | ダイヤみたいなGLORY DAYS                                                                        | Qace                 | 「ダイヤみたいなGLORY DAYS」  | 『Cheer球部！』関連曲                                    |
| 2021年9月29日  | Power of Voice/輝きはここにある                                                                 | Qace                 | 「Power of Voice」            | 『Cheer球部！』関連曲                                    |
| 2021年12月22日 | Cheer球部！ユニットミニアルバム                                                                 | HappyHappyHoney      | 「レジェンダリー・ハッピー☆」 | 『Cheer球部！』関連曲                                    |
| 2022年3月30日  | Cheer球部！トップオブダイヤモンド 2nd Battle CD「薄紅のカノン / アーティスティック☆ドリーマー」 | Qace                 | 「薄紅のカノン」              | 『Cheer球部！』関連曲                                    |
| 2022年4月27日  | 明日ちゃんのセーラー服 BD / DVD 第1巻完全生産限定版特典CD                                       | 蠟梅学園中等部1年3組 | 「はじまりのセツナ」          | テレビアニメ『明日ちゃんのセーラー服』オープニングテーマ |